# Liste des dirigeants actuels des provinces et territoires du Pakistan
Cette page dresse la liste des dirigeants actuels des provinces et territoires du Pakistan.

## Dirigeants des provinces
| Province           | Statut           | Nom                                | Depuis (le)     |
| ------------------ | ---------------- | ---------------------------------- | --------------- |
| Baloutchistan      | Gouverneur       | Sheikh Jaffar Khan Mandokhail (en) | 6 mai 2024      |
| Baloutchistan      | Ministre en chef | Sarfraz Bugti (en)                 | 2 mars 2024     |
| Khyber Pakhtunkhwa | Gouverneur       | Faisal Karim Kundi (en)            | 4 mai 2024      |
| Khyber Pakhtunkhwa | Ministre en chef | Ali Amin Gandapur                  | 2 mars 2024     |
| Pendjab            | Gouverneur       | Sardar Saleem Haider Khan (en)     | 10 mai 2024     |
| Pendjab            | Ministre en chef | Maryam Nawaz Sharif                | 26 février 2024 |
| Sind               | Gouverneur       | Kamran Tessori (en)                | 10 octobre 2022 |
| Sind               | Ministre en chef | Murad Ali Shah                     | 27 février 2024 |

## Dirigeants du territoire
| Territoire                          | Statut              | Nom                 | Depuis (le) |
| ----------------------------------- | ------------------- | ------------------- | ----------- |
| Territoire de la capitale Islamabad | Commissaire en chef | Noor-ul-Amin Mengal |             |
| Territoire de la capitale Islamabad | Président de la CDA | Noor-ul-Amin Mengal |             |

## Dirigeants des territoirescachemiriensadministrés par le Pakistan
| Territoire       | Statut           | Nom                     | Depuis le       |
| ---------------- | ---------------- | ----------------------- | --------------- |
| Azad-Cachemire   | Président        | Sultan Mehmood Chaudhry | 25 août 2021    |
| Azad-Cachemire   | Premier ministre | Chaudhry Anwarul Haq    | 20 avril 2023   |
| Gilgit-Baltistan | Gouverneur       | Syed Mehdi Shah         | 15 août 2022    |
| Gilgit-Baltistan | Ministre en chef | Gulbar Khan             | 13 juillet 2023 |